# Ouled Zmam
Ouled Zmam  (in arabo أولاد زمام‎?) è un centro abitato e comune rurale del Marocco situato nella provincia di Fquih Ben Salah, regione di Béni Mellal-Khénifra. Conta una popolazione di 33 652 abitanti (censimento 2014).